# Isoetes longissima
Espèce
Synonymes
- Isoetes velata A.Braun, 1849

Isoetes longissima, synonyme : Isoetes velata, l'Isoète voilé, est une espèce de plantes vivaces de la famille des Isoetaceae.

## Caractéristiques
Plante aquatique, longtemps submergée puis exondée. Bulbe généralement non entouré par des squames à base indurée noire ou brune (phyllopodes) qui proviennent des feuilles mortes.

## Statut
- Isoetes velata est protégé sur l'ensemble du territoire français métropolitain (Article 1).
- Isoetes velata subsp. dubia (Gennari) Batt. & Trab. est protégé en Algérie.

## Synonymes
Cette espèce a pour synonymes : 
- Isoetes adspersa A.Braun
- Isoetes capillacea Bory
- Isoetes decipiens Bory
- Isoetes longissima subsp. intermedia (Trab.) Troìa & Greuter
- Isoetes longissima subsp. adspersa (A.Braun) Troìa & Greuter
- Isoetes setacea subsp. longissima (Bory) Greuter & Burdet
- Isoetes setacea var. peyrremondii Bory
- Isoetes velata intermedia Trab.
- Isoetes velata f. baetica (Willk.) C.Prada
- Isoetes velata f. lereschii (Rchb.f. ex Leresche & Levier) M.C.Prada
- Isoetes velata subsp. longissima (Bory) Greuter & Burdet
- Isoetes velata var. lereschii (Rchb.f. ex Leresche & Levier) Molina Abril & Sard.Rosc.
- Isoetes velata A.Braun

## Liste des sous-espèces
Selon Catalogue of Life (8 juin 2020) :
- sous-espèce Isoetes longissima subsp. adspersa (A.Br.) Troia & Greuter
- sous-espèce Isoetes longissima subsp. asturicensis
- sous-espèce Isoetes longissima subsp. intermedia (Trabut) Troia & Greuter
- sous-espèce Isoetes longissima subsp. longissima
- sous-espèce Isoetes longissima subsp. perralderiana (Milde) Troia & Greuter
- sous-espèce Isoetes longissima subsp. tenuissima (Boreau) Troia & Greuter